# Copa del Mundo de ciclismo en pista de 2015-2016
La Copa del Mundo de ciclismo en pista de 2015-2016 fue la 24.ª edición de la Copa del Mundo de ciclismo en pista. Se celebró del 30 de octubre de 2015 al 17 de enero de 2016 con la disputa de tres pruebas.

## Pruebas
| Fecha                                   | Lugar     |
| --------------------------------------- | --------- |
| 30 de octubre al 5 de noviembre de 2015 | Cali      |
| 5 y 6 de diciembre de 2015              | Cambridge |
| 16 y 17 de enero de 2016                | Hong Kong |

## Resultados

### Masculinos
| Evento                  | Ganador                                                                  | Segundo                                                                 | Tercero                                                               |
| Cali                    | Cali                                                                     | Cali                                                                    | Cali                                                                  |
| ----------------------- | ------------------------------------------------------------------------ | ----------------------------------------------------------------------- | --------------------------------------------------------------------- |
| Velocidad               | Denis Dmitriev                                                           | Jeffrey Hoogland                                                        | Max Niederlag                                                         |
| Persecución Individual  | Domenic Weinstein                                                        | Andrew Tennant                                                          | Dmitriy Sokolov                                                       |
| Persecución por equipos | Rusia Aleksandr Serov Sergey Shilov Dmitriy Sokolov Kirill Sveshnikov    | Suiza Stefan Küng Patrick Müller Frank Pasche Théry Schir               | Australia Daniel Fitter Alexander Porter Jackson Law Callum Scotson   |
| Velocidad por equipos   | Alemania René Enders Max Niederlag Joachim Eilers                        | Polonia Grzegorz Drejgier Rafał Sarnecki Mateusz Lipa                   | Países Bajos Nils van 't Hoenderdaal Jeffrey Hoogland Hugo Haak       |
| Keirin                  | Joachim Eilers                                                           | Matthew Glaetzer                                                        | Edward Dawkins                                                        |
| Puntuación              | Cheung King Lok                                                          | Eloy Teruel                                                             | Edwin Ávila                                                           |
| Madison                 | Alemania Kersten Thiele Leon Rohde                                       | España Sebastián Mora Albert Torres                                     | Suiza Stefan Küng Théry Schir                                         |
| Òmnium                  | Víktor Manakov                                                           | Roger Kluge                                                             | Elia Viviani                                                          |
| Cambridge               |                                                                          |                                                                         |                                                                       |
| Velocidad               | Matthew Glaetzer                                                         | Max Niederlag                                                           | Maximilian Levy                                                       |
| Persecución por equipos | Australia Jack Bobridge Luke Davison Alexander Edmondson Michael Hepburn | Nueva Zelanda Pieter Bulling Alex Frame Cameron Karwowski Regan Gough   | Alemania Maximilian Beyer Leif Lampater Theo Reinhardt Kersten Thiele |
| Velocidad por equipos   | Alemania René Enders Robert Förstemann Joachim Eilers                    | Nueva Zelanda Edward Dawkins Ethan Mitchell Sam Webster                 | Australia Nathan Hart Peter Lewis Matthew Glaetzer                    |
| Keirin                  | Joachim Eilers                                                           | Maximilian Levy                                                         | Matthew Baranoski                                                     |
| Scratch                 | Mark Stewart                                                             | Brayan Sánchez                                                          | Roman Gladisch                                                        |
| Madison                 | Francia Morgan Kneisky Benjamin Thomas                                   | Suiza Silvan Dillier Théry Schir                                        | Reino Unido Germain Burton Mark Stewart                               |
| Omnium                  | Lasse Norman Hansen                                                      | Christopher Latham                                                      | Glenn O’Shea                                                          |
| Hong Kong               |                                                                          |                                                                         |                                                                       |
| Velocidad               | Patrick Constable                                                        | Xu Chao                                                                 | Jason Kenny                                                           |
| Persecución por equipos | Australia Sam Welsford Miles Scotson Alexander Porter Rohan Wight        | Dinamarca Niklas Larsen Frederik Madsen Casper Pedersen Rasmus Pedersen | Reino Unido Oliver Wood Germain Burton Christopher Latham Kian Emadi  |
| Velocidad por equipos   | Reino Unido Philip Hindes Jason Kenny Callum Skinner                     | Polonia Maciej Bielecki Kamil Kuczyński Mateusz Lipa                    | Rusia Pavel Yakushevskiy Denis Dmitriev Nikita Shurshin               |
| Keirin                  | Matthijs Buchli                                                          | Hugo Barrette                                                           | Im Chae-bin                                                           |
| Scratch                 | Benjamin Thomas                                                          | Xavier Cañellas                                                         | Jordan Parra                                                          |
| Puntuación              | Benjamin Thomas                                                          | Julio Alberto Amores                                                    | Luke Mudgway                                                          |
| Ómnium                  | Thomas Boudat                                                            | Lasse Norman Hansen                                                     | Artyom Zakharov                                                       |

### Femeninos
| Event                   | Ganadora                                                               | Segunda                                                               | Tercera                                                                  |
| Cali                    | Cali                                                                   | Cali                                                                  | Cali                                                                     |
| ----------------------- | ---------------------------------------------------------------------- | --------------------------------------------------------------------- | ------------------------------------------------------------------------ |
| Velocidad               | Zhong Tianshi                                                          | Guo Shuang                                                            | Lee Wai Sze                                                              |
| Persecución por equipos | Canadá Allison Beveridge Kirsti Lay Jasmin Glaesser Stephanie Roorda   | Estados Unidos Sarah Hammer Kelly Catlin Jennifer Valente Ruth Winder | Reino Unido Katie Archibald Elinor Barker Ciara Horne Joanna Rowsell     |
| Velocidad por equipos   | República Popular China Gong Jinjie Zhong Tianshi                      | Team Jayco-AIS Anna Meares Stephanie Morton                           | RusVelo Dària Xmeliova Anastasia Voinova                                 |
| Keirin                  | Kristina Vogel                                                         | Guo Shuang                                                            | Ekaterina Gnidenko                                                       |
| Scratch                 | Arlenis Sierra                                                         | Lotte Kopecky                                                         | Jennifer Valente                                                         |
| Omnium                  | Laura Trott                                                            | Laurie Berthon                                                        | Sarah Hammer                                                             |
| Cambridge               |                                                                        |                                                                       |                                                                          |
| Velocidad               | Kristina Vogel                                                         | Stephanie Morton                                                      | Simona Krupeckaitė                                                       |
| Persecución por equipos | Australia Isabella King Amy Cure Ashlee Ankudinoff Georgia Baker       | Canadá Allison Beveridge Kirsti Lay Jasmin Glaesser Laura Brown       | Reino Unido Rushlee Buchanan Lauren Ellis Jaime Nielsen Georgia Williams |
| Velocidad por equipos   | República Popular China Gong Jinjie Zhong Tianshi                      | Team Jayco-AIS Kaarle McCulloch Stephanie Morton                      | Países Bajos Laurine van Riessen Elis Ligtlee                            |
| Keirin                  | Guo Shuang                                                             | Anna Meares                                                           | Monique Sullivan                                                         |
| Omnium                  | Allison Beveridge                                                      | Annette Edmondson                                                     | Jolien D'Hoore                                                           |
| Hong Kong               |                                                                        |                                                                       |                                                                          |
| Velocidad               | Lin Junhong                                                            | Lee Wai-sze                                                           | Anastasia Voinova                                                        |
| Persecución por equipos | Canadá Georgia Simmerling Laura Brown Jasmin Glaesser Stephanie Roorda | Reino Unido Emily Nelson Elinor Barker Ciara Horne Joanna Rowsell     | Estados Unidos Chloe Dygert Kelly Catlin Jennifer Valente Ruth Winder    |
| Velocidad por equipos   | Rusia Dària Xmeliova Anastasia Voinova                                 | Reino Unido Jessica Varnish Katy Marchant                             | España Tania Calvo Helena Casas                                          |
| Keirin                  | Simona Krupeckaitė                                                     | Stephanie Morton                                                      | Lee Wai-sze                                                              |
| Scratch                 | Marina Shmayankova                                                     | Laura Trott                                                           | Yang Qianyu                                                              |
| Puntuación              | Jolien D'Hoore                                                         | Jasmin Glaesser                                                       | Emily Nelson                                                             |
| Omnium                  | Laura Trott                                                            | Sarah Hammer                                                          | Laurie Berthon                                                           |

## Clasificaciones

### Países
| Pos | País/Equipo             | Cali   | Cambridge | Hong Kong | Total  |
| --- | ----------------------- | ------ | --------- | --------- | ------ |
| 1.  | Reino Unido             | 1275,5 | 1119,5    | 1567,0    | 3962,0 |
| 2.  | Alemania                | 1469,0 | 1385,0    | 956,0     | 3810,0 |
| 3.  | República Popular China | 1118,0 | 905,0     | 1210,0    | 3233,0 |
| 4.  | Australia               | 959,5  | 946,0     | 1123,5    | 3179,0 |
| 5.  | Nueva Zelanda           | 724,5  | 1297,5    | 941,0     | 2963,0 |
| 6.  | Rusia                   | 1151,0 | 739,5     | 922,0     | 2812,5 |
| 7.  | Canadá                  | 757,0  | 1081,0    | 956,0     | 2794,0 |
| 8.  | Francia                 | 929,0  | 756,0     | 961,5     | 2646,0 |
| 9.  | Países Bajos            | 977,0  | 893,0     | 667,0     | 2537,0 |
| 10. | Polonia                 | 658,5  | 545,0     | 715,5     | 1919,0 |

### Masculinos
| Pos. | Ciclista          | Cal | Cam | Hon | Pts |
| 1.   | Joachim Eilers    | 150 | 150 | -   | 300 |
| 2.   | Yuta Wakimoto     | 98  | 54  | 105 | 257 |
| 3.   | Matthew Baranoski | 105 | 120 | 24  | 249 |
| 4.   | Im Chae-bin       | 66  | 30  | 120 | 216 |
| 5.   | Maximilian Levy   | 54  | 135 | -   | 189 |

| Pos. | Ciclista          | Cal | Cam | Hon | Pts |
| 1.   | Damian Zieliński  | 98  | 105 | 74  | 277 |
| 2.   | Matthew Glaetzer  | 105 | 150 | -   | 255 |
| 3.   | Max Niederlag     | 120 | 135 | -   | 255 |
| 4.   | Xu Chao           | 42  | 66  | 135 | 243 |
| 5.   | Patrick Constable | -   | 90  | 150 | 240 |

| Pos. | Equipo       | Cal   | Cam   | Hon   | Pts   |
| 1.   | Reino Unido  | 157,5 | 169,5 | 225,0 | 552,0 |
| 2.   | Alemania     | 225,0 | 225,0 | 99,0  | 549,0 |
| 3.   | Polonia      | 202,5 | 123,0 | 202,5 | 528,0 |
| 4.   | Países Bajos | 180,0 | 147,0 | 147,0 | 474,0 |
| 5.   | Rusia        | 111,0 | 157,5 | 180,0 | 448,5 |

| Pos. | Equipo      | Cal | Cam | Hon | Pts |
| 1.   | Australia   | 240 | 300 | 300 | 840 |
| 2.   | Alemania    | 196 | 240 | 226 | 662 |
| 3.   | Dinamarca   | 226 | 164 | 270 | 660 |
| 4.   | Reino Unido | 210 | 210 | 240 | 660 |
| 5.   | Rusia       | 300 | 120 | 210 | 630 |

#### Òmnium
| Pos. | Ciclista            | Hace falta | Cam | Hon | Pts |
| 1.   | Thomas Boudat       | 74         | 98  | 150 | 322 |
| 2.   | Lasse Norman Hansen | -          | 150 | 135 | 285 |
| 3.   | Viktor Manakov      | 150        | -   | 82  | 232 |
| 4.   | Park Sang-Hoon      | 90         | 113 | 18  | 221 |
| 5.   | Tim Veldt           | 113        | 42  | 45  | 200 |

### Femeninos
| Pos. | Ciclista           | Cal | Cam | Hon | Pts |
| 1.   | Guo Shuang         | 135 | 150 | 82  | 367 |
| 2.   | Lee Wai Sze        | 105 | 105 | 120 | 330 |
| 3.   | Simona Krupeckaitė | 82  | 49  | 150 | 281 |
| 4.   | Lyubov Shulika     | 54  | 113 | 105 | 272 |
| 5.   | Lee Hyejin         | 36  | 98  | 113 | 247 |

| Pos. | Ciclista           | Cal | Cam | Hon | Pts |
| 1.   | Guo Shuang         | 135 | 113 | 105 | 368 |
| 2.   | Stephanie Morton   | 82  | 135 | 113 | 330 |
| 3.   | Lee Wai Sze        | 120 | 66  | 135 | 321 |
| 4.   | Kristina Vogel     | 113 | 150 | -   | 263 |
| 5.   | Simona Krupeckaitė | 60  | 120 | 82  | 262 |

| Pos. | Equipo                  | Cal | Cam | Hon | Pts |
| 1.   | República Popular China | 150 | 150 | 90  | 390 |
| 2.   | España                  | 90  | 98  | 120 | 308 |
| 3.   | Canadá                  | 82  | 105 | 113 | 300 |
| 4.   | Alemania                | 113 | 113 | 66  | 292 |
| 5.   | Países Bajos            | 105 | 120 | 54  | 279 |

| Pos. | Equipo                  | Cal | Cam | Hon | Pts |
| 1.   | Canadá                  | 300 | 270 | 300 | 870 |
| 2.   | Estados Unidos          | 270 | 226 | 240 | 736 |
| 3.   | Reino Unido             | 240 | 164 | 270 | 674 |
| 4.   | República Popular China | 226 | 196 | 226 | 648 |
| 5.   | Australia               | 196 | 300 | 98  | 594 |

#### Òmnium
| Pos. | Ciclista           | Cal | Cam | Hon | Pts |
| 1.   | Kirsten Wild       | 113 | 113 | 82  | 308 |
| 2.   | Laura Trott        | 150 | -   | 150 | 300 |
| 3.   | Tatsiana Sharakova | 105 | 90  | 105 | 300 |
| 4.   | Sarah Hammer       | 120 | -   | 135 | 255 |
| 5.   | Laurie Berthon     | 135 | -   | 120 | 255 |